# Château de Charles Quint
Le château de Charles Quint, ou château de Crotone, est une forteresse médiévale située dans le centre historique de Crotone en Calabre. Il appartient à l'État et est confié à la Surintendance du patrimoine archéologique de Calabre,.

## Historique
Construite en 840 pour défendre la ville des incursions sarrasines, la forteresse fut modifiée plus substantiellement en 1541 par le roi Charles Quint. Elle a un plan polygonal, et deux tours : une plus massive appelée "Torre Aiutante", et une autre appelée "Torre Commandante". Actuellement, le château abrite une section du musée civique de Crotone  et la bibliothèque municipale «Armando Lucifero» .

Une forteresse rudimentaire est née sur l'ancienne acropole grecque, pour défendre le territoire des invasions étrangères. La forteresse (arx en latin) surplombait la mer d'un côté et la campagne de l'autre et était située dans un lieu protégé par la nature, car entouré de falaises. 

« La citadelle de Crotone, dominant la mer d'un côté, l'autre tournée vers la campagne, autrefois fortifiée uniquement par sa position naturelle, fut plus tard également entourée d'une muraille, qui avait été prise par ruse par Denys, le tyran de Sicile, à travers les falaises opposées (Tite-Live XXIV, 3) »

.
Le premier qui réussit à la conquérir avec un stratagème fut Denys l'Ancien, tyran de Syracuse, en 380-378 av. J.-C. lors de la guerre entre Syracuse et Crotone (Denys d'Halicarnasse, Extrait, XX, 7). Elle fut ensuite entourée de murailles.

### Le château impérial de l'époque souabe

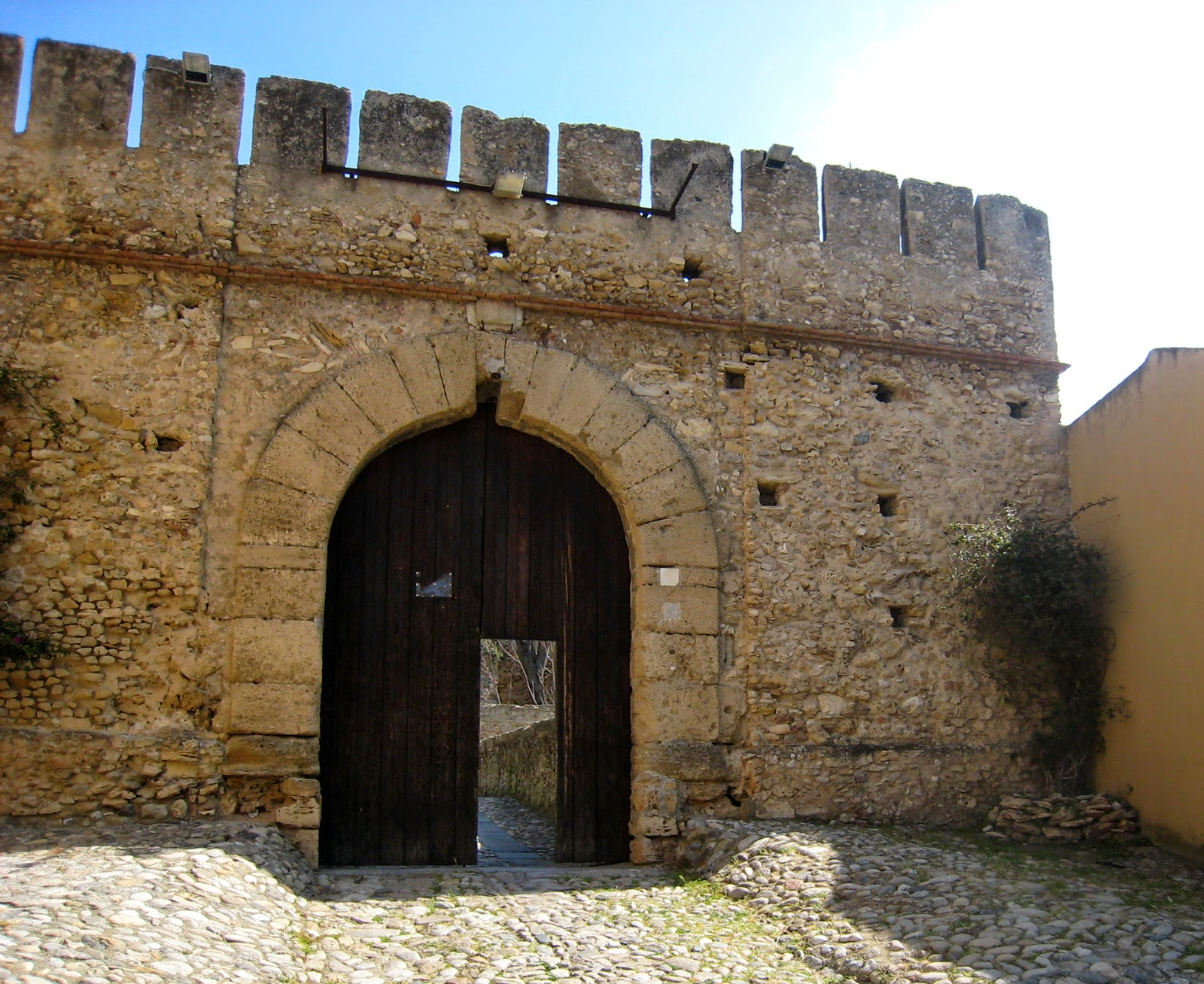
Entrée du château

Le château de Crotone apparaît pour la première fois dans un acte de 1192. Le nouveau château, semblable au château de Santa Severina , figure parmi les châteaux administrés par les fonctionnaires de la curie impériale, où résidaient les châtelains et les garnisons engagées par l'empereur.
À la fin du XIIIe siècle, pendant l'occupation angevine, la garnison était composée de 15 infirmiers au service d'un châtelain royalement nommé. Les troupes et les châtelains qui se succèdent dans la garnison dépendent directement du pouvoir royal et sont composés d'étrangers.
Comme le souligne également le nom différent, il s'agissait d'une structure différente par rapport aux châteaux qui avaient caractérisé la période précédente. Dans la phase en question apparaissent en effet des constructions plus complexes, organisées avec de hauts remparts renforcés par des tours carrées ou polygonales, équipées de meurtrières pour le tir de flanc des arbalétriers et de terrasses en bois pour la défense plongeante en cas de siège.

### L'âge angevin
Sur ordre de Charles Ier d'Anjou, certains seigneurs féodaux durent, entre 1270 et 1271, se charger de la réparation des tours du château, citées sous les noms de Mamunela, Barbacana, Triangula, Thesauro, Turricella et Turris "Ante Hostium". En 1284, le château fut accordé à la famille Ruffo di Calabria.

### Le château médiéval tardif
Durant la seconde moitié du XIVe siècle, les armes à feu, déjà utilisées durant la première moitié du siècle, entrent définitivement dans l'usage des armées et dans l'équipement des villes et des châteaux. Commence ainsi une nouvelle période qui conduira progressivement à la reconversion des fortifications médiévales qui seront adaptées, prenant des formes de plus en plus régulières dictées par l'usage de nouvelles armes.
En 1456, 12 ans après le siège de Crotone par Alphonse V d'Aragon, la population de la ville fut autorisée à consacrer le produit des arriérés d'impôts à la réparation des remparts du château.
En 1480 se produit un événement qui oblige le roi Ferdinand Ier à ordonner la fortification des places maritimes les plus exposées de Calabre : la prise, le massacre et le sac d'Otrante (11 août 1480) par les troupes ottomanes de Mehmed II. C'est le cas du château de Crotone, où, entre la fin du XVe et la première moitié du XVIe siècle, à l'époque aragonaise, les ajustements nécessaires ont été effectués, comme le soulignent la cartographie du XVIe sièclee siècle et certaines structures survivantes, et comme détaillé dans les sources documentaires. La «fabrica de Cotrone» commença en 1484.
Les travaux, qui ont duré plus d'un siècle, ont radicalement transformé la structure du château, qui est passé d'une disposition pentagonale avec cinq tours à une forme carrée.
Dans cette phase, le château fut doté de nouvelles tours à base circulaire, dont il reste aujourd'hui le "Turri delo casicaval" qui, en termes de dimensions et de caractéristiques, est similaire à une autre aujourd'hui complètement disparue : la Marchisana, dont le toponyme fait référence à l'époque de la seigneurie des marquis de Crotone (1390–1444). En plus de la Torre Casicavallo, à proximité de laquelle, bien qu'épaissie par des interventions ultérieures, subsiste un tronçon de mur-rideau pertinent à l'époque, se trouvaient : la "Turri Muza delo castello detta S. Maria" et celle de "S. Georgi". Les vestiges de la première subsistent à la base de la courtine du XVIe siècle (appelée "delo critazo") qui surplombe le port, tandis que la seconde, en partie ruinée, a été incorporée aux remblais construits lors de la construction des nouveaux "rebellini" à la fin du XVe siècle. La Torre di Santa Maria a été mise au jour grâce aux fouilles réalisées en 2010 par la Surintendance du patrimoine archéologique de Calabre.
L'adaptation a été conçue pour offrir une meilleure protection contre les nouvelles armes mais, avec le début de la Vice-royauté, des besoins stratégiques et défensifs urgents ont rendu nécessaire son expansion et sa reconstruction.

### La reconstruction à l'époque vice-royale
Au cours de la même période, la côte ionienne fut soumise à des raids et des assauts répétés de la part des Turcs. L'empereur Charles Quint, étant vice-roi, Pierre Alvarez de Tolède , ordonna en 1541 de reconstruire, selon les nouveaux critères de l'art de la fortification, les défenses de la ville et le château de Crotone. Ces travaux ont eu un impact économique notable sur la région de Crotone, car la région offrait à la fois les matières premières pour la construction et les travailleurs. En revanche, de nouveaux et onéreux impôts furent imposés sur l'ensemble du territoire calabrais. Les travaux se poursuivirent tout au long de la seconde moitié du XVIe siècle et le personnel employé dépassa les 1000 unités.
Les travaux qui ont conduit à la structure de construction actuelle ont été conçus par l' architecte italien Gian Giacomo dell'Acaya (it), qui en a fait l'une des forteresses militaires les plus puissantes d'Italie ; après dix ans, ils continuèrent sous la direction du baron della Caya, d'Alonso Brefeygna, commissaire général royal dans les usines de la ville et du château de Crotone, et du maître d'œuvre Jacopo de Amato de Cotrone, substitut du baron dela Caya.

« Les grands travaux défensifs redynamisent le commerce local. En l'espace de quelques années, Crotone prend la connotation et la physionomie d'une grande ville du fait de la naissance d'une industrie adaptée à la grandeur des travaux entrepris. De nombreux ateliers artisanaux et commerciaux furent ouvert pour répondre à la demande toujours croissante de matériaux de construction. Au fil des années, la structure économique, sociale et urbaine de la ville et du territoire a également changé. [...] Il est indéniable, cependant, que ce grand ouvrage défensif , construit pour sauvegarder la Calabre ionienne, il a également redonné confiance et tranquillité à toutes les villes de la région de Crotone, qui, sans défenses militaires, s'étaient consacrées avec main d'œuvre, argent et matières premières à la création de cette magnifique machine de guerre. siècle, attribua à Crotone un rôle militaire exceptionnellement important et en fit la forteresse principale et la plus sûre de Calabre »

.
Le château abritait la caserne, l'église de San Dionisio (1601), la Chiesa Nuova et l'église de San Carlo (1859), les quartiers du châtelain, les entrepôts d'artillerie, une caserne pour les femmes et une prison appelée "La Serpe".
On accédait au château grâce à un pont en maçonnerie en partie fixe et en partie un pont-levis en bois. La porte principale était insérée dans une tour en forme de pyramide tronquée qui dominait les courtines occidentales entre les deux tours d'entrée, le pont et les douves. Dans les douves, étudiées en 2011 par la Surintendance du patrimoine archéologique de Calabre, a été mise au jour la base de la grande tour quadrangulaire appelée "Torre della manivella", avec laquelle le pont a été surélevé.
Le Bastion de San Giacomo était une structure importante car il dominait le port et la côte environnante. Il servait d'abri aux troupes et était le principal phare du port. En 1895, elle fut en partie démolie pour obtenir des matériaux de construction. À l'intérieur du bastion se trouve un escalier qui mène à la Porta del Soccorso, située au pied du bastion. La courtine orientale entre le Bastion de San Giacomo et celui de Santa Caterina incorpore les restes de la Tour de Santa Maria, appartenant au plus ancien château médiéval.

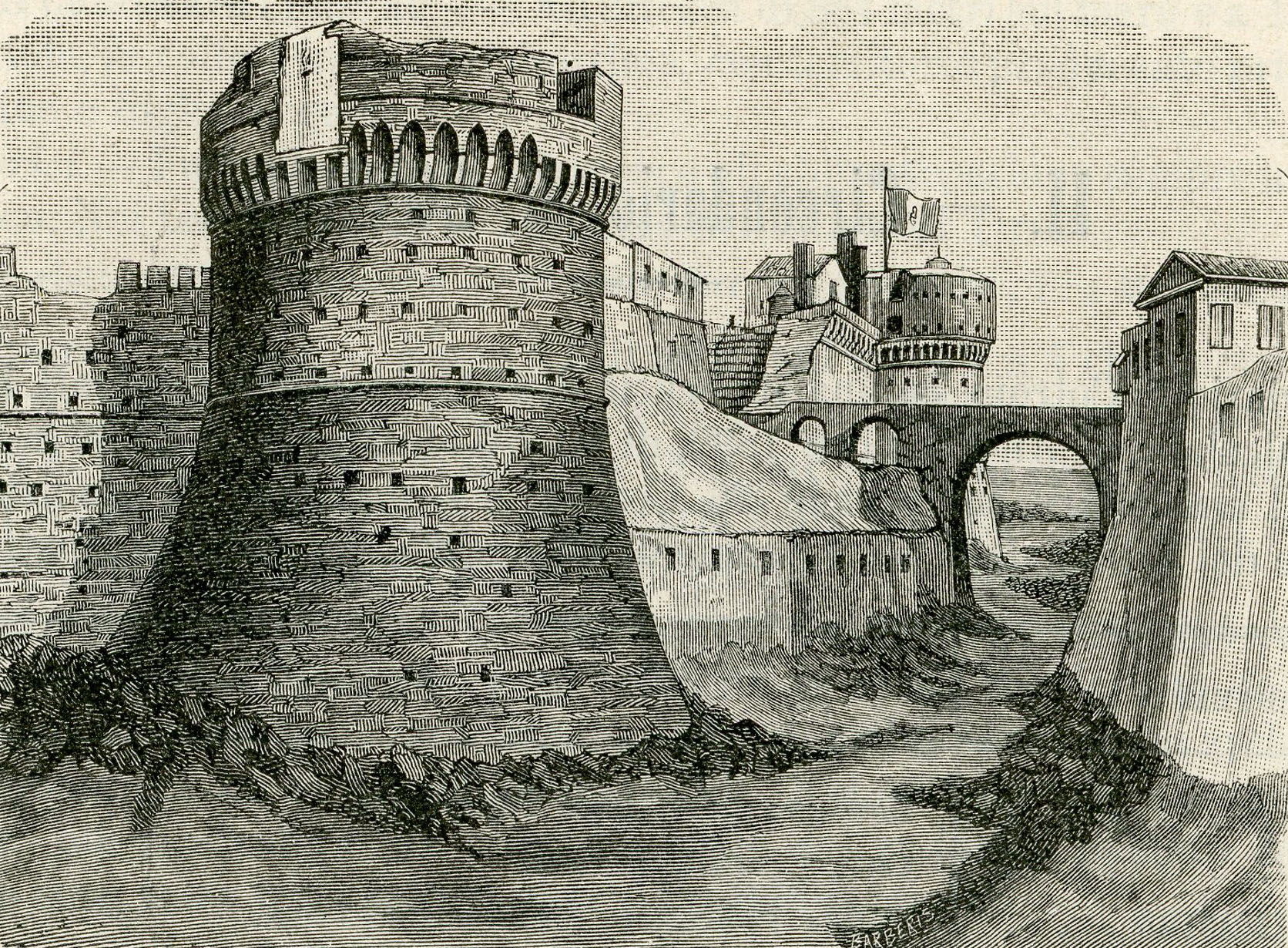
Le château dans une gravure sur bois de 1900

La Torre Aiudante semblable à la Torre Comandante, servait de résidence aux officiers. À l'intérieur du château, dans la partie centrale la plus élevée, se trouvait la Torre Marchesana, à base circulaire armée de quatre canons, et constituait un excellent poste d'observation ; utilisée comme prison pour les forçats qui construisirent le port, elle fut endommagée par le tremblement de terre de 1832. Pendant le tremblement de terre, l'église de San Dionisio s'effondra également. Au-dessous de la Torre Marchesana, il y avait une autre tour plus petite avec de nombreuses meurtrières pour les fusiliers. La Marchesana fut démolie à la suite d'un effondrement qui, en 1873, détruisit la courtine ouest.

### Les extensions dans les temps modernes
D'autres modifications et agrandissements ont eu lieu entre le XVIIe et le  XIXe siècle : Le corps de garde et la cloche de la porte du château (première moitié du XVIIe siècle, la caserne Campana (première moitié du XIXe siècle.

## Statut actuel
Certaines des tours du château survivent encore aujourd'hui :
- Torre Aiutante;
- Torre Comandante;
- Bastione San Giacomo;
- Bastione Santa Caterina.

### Restaurations et projets

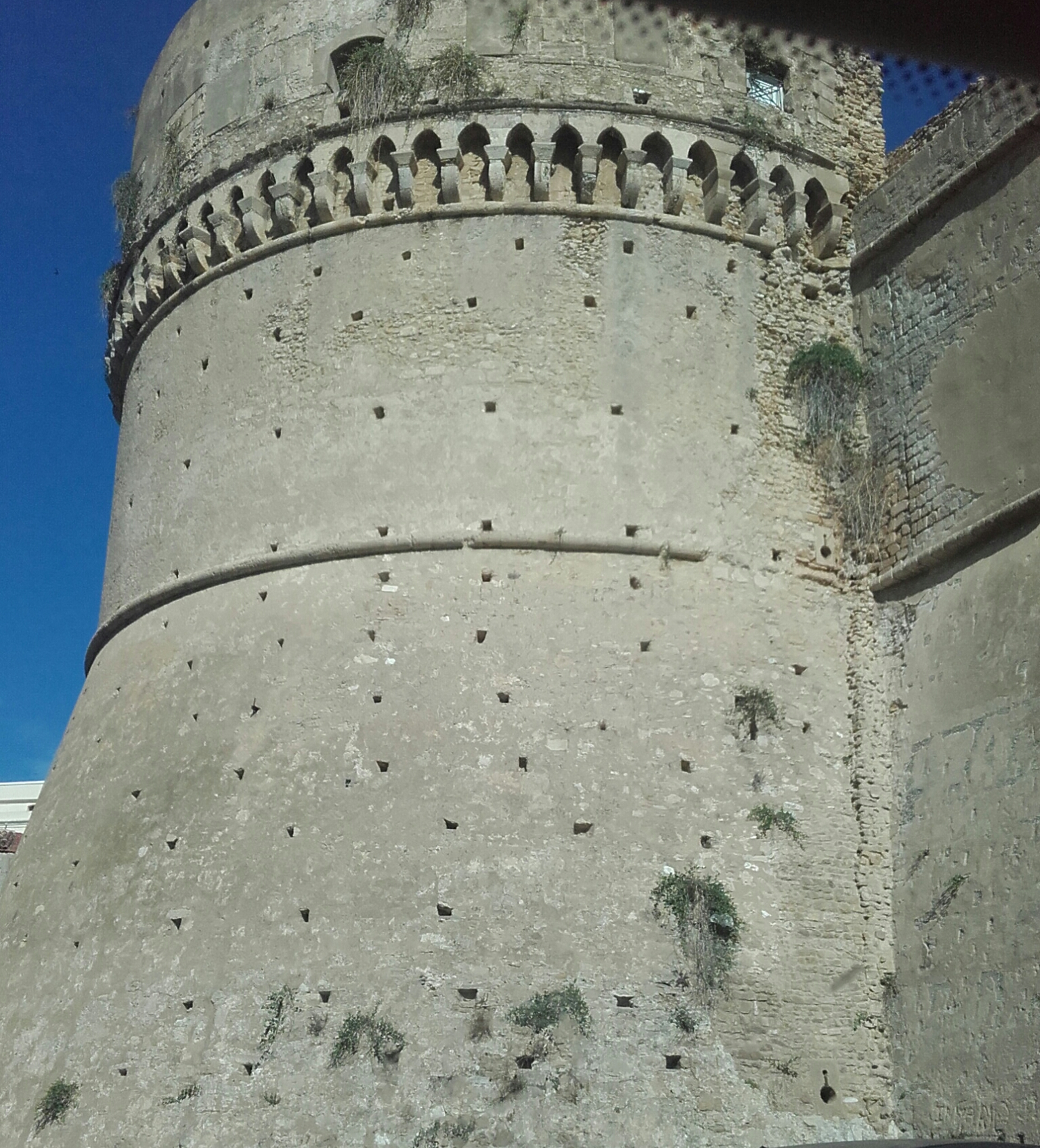
La Torre Comandante

Les tours Comandante et Aiutante ont été restaurées, où se trouve temporairement une section du Musée archéologique national de Crotone avec des découvertes médiévales, toutes propriétés de l'État.
Le projet du Ministère des Biens et Activités Culturelles, édité par le professeur Marco Dezzi Bardeschi (it) de l'École polytechnique de Milan, prévoit que le château deviendra le siège d'un grand musée archéologique national, dédié à Crotone et à son vaste territoire antique, du musée de 2ème niveau (les dépôts du musée), de restauration, d'enquête, de dessin et de photographie, de grands espaces pour des expositions temporaires et des conférences. Le bâtiment de la Caserma della Campana, également restaurée, devrait devenir le siège du bureau archéologique territorial de la Soprintendenze.

## Galerie

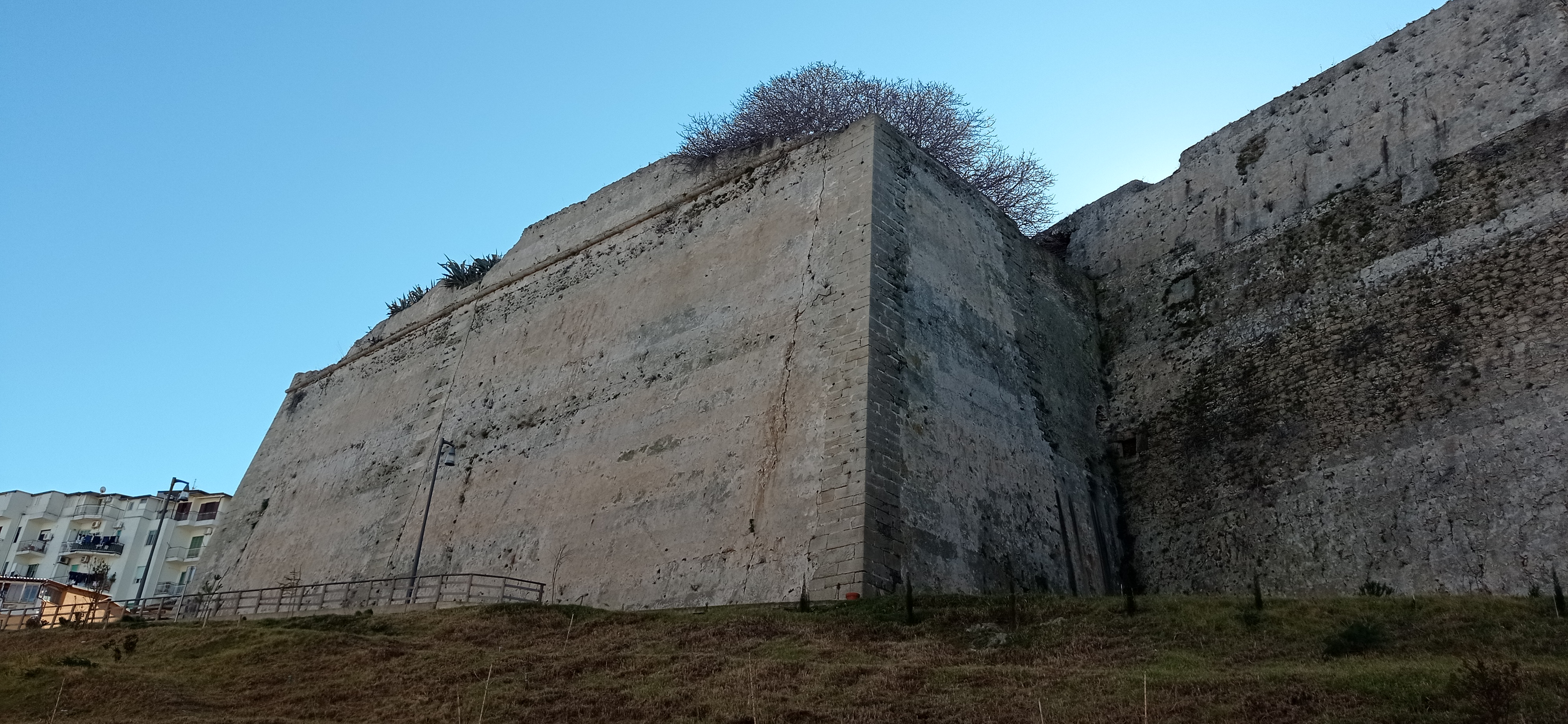
Bastione San Giacomo
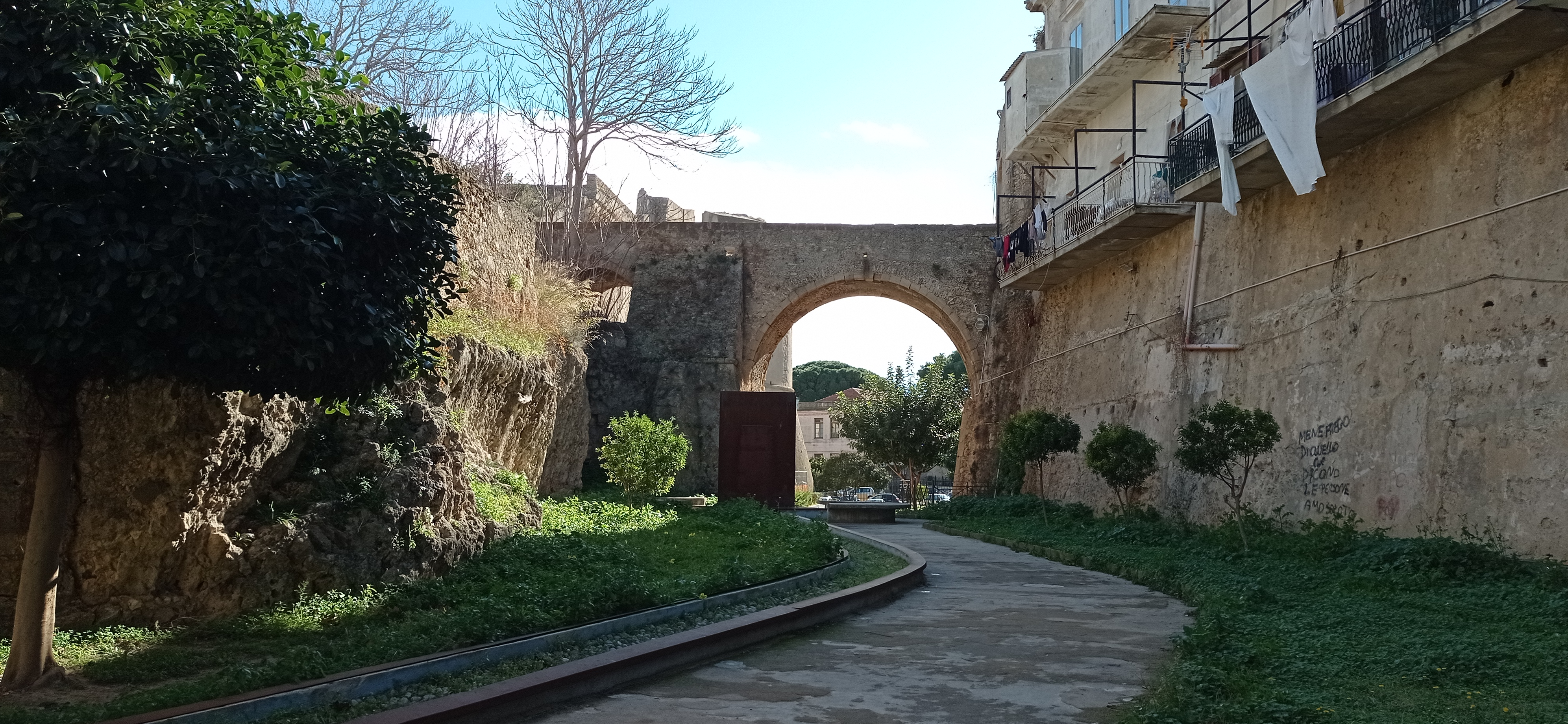
Les anciennes douves
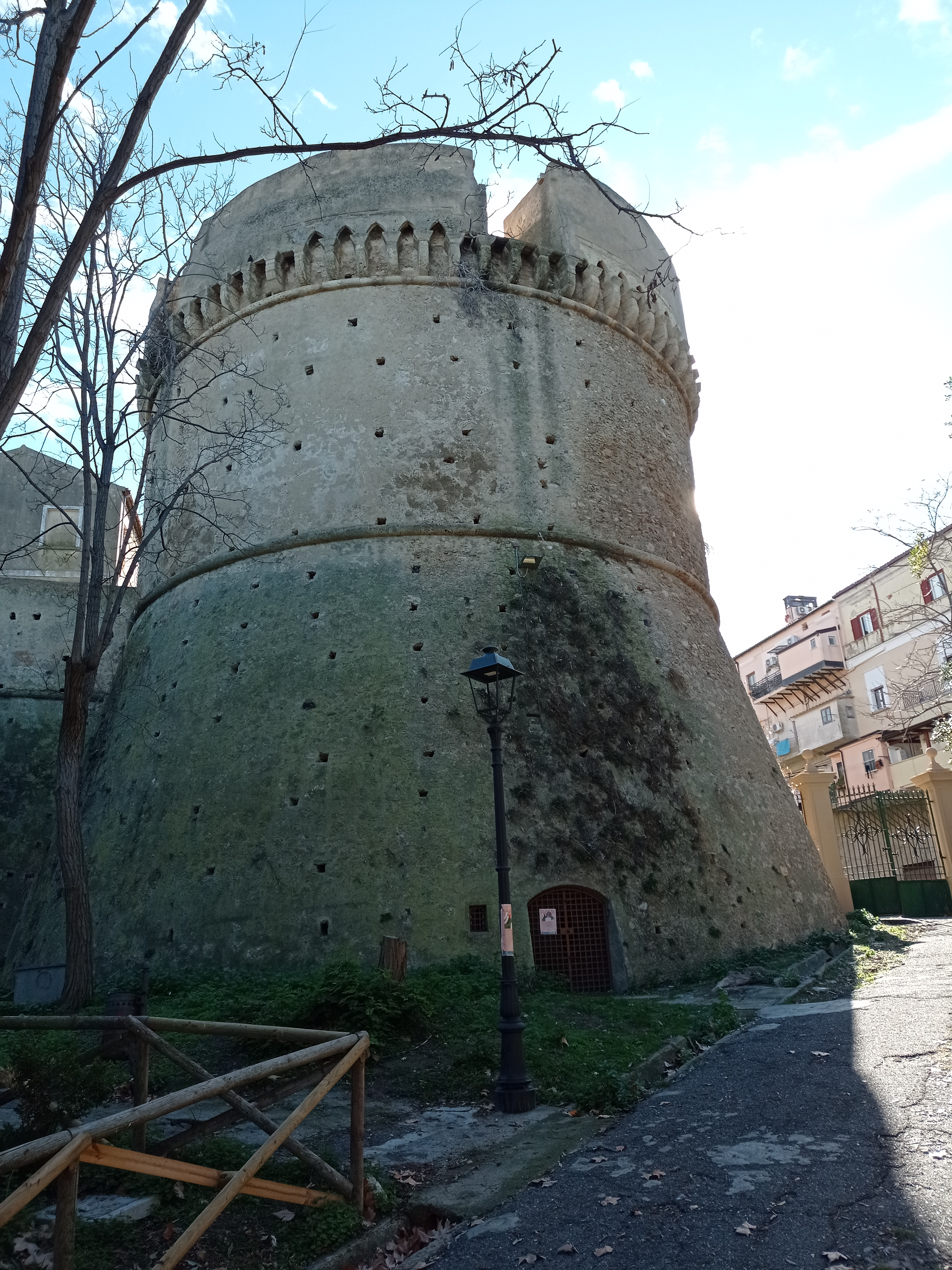
Torre Aiutante
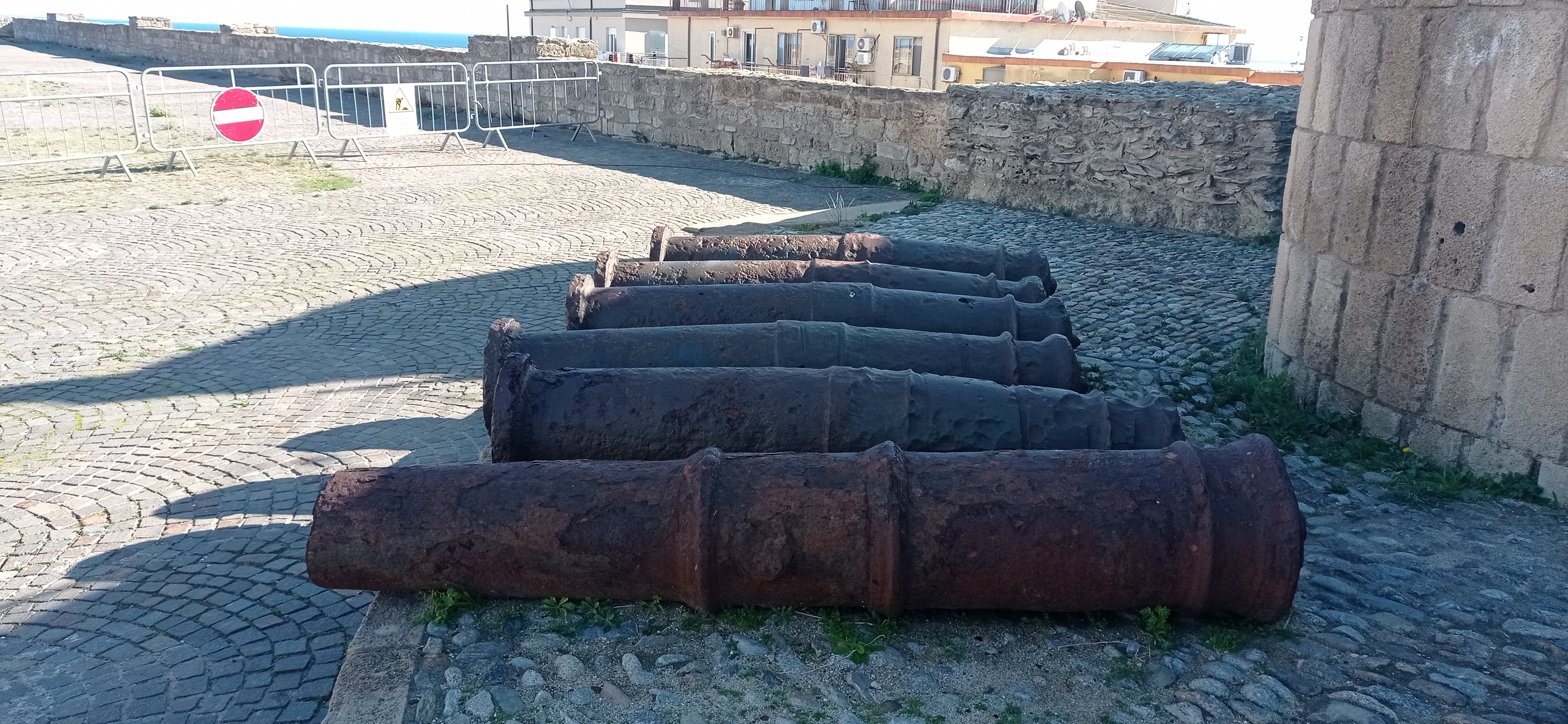
Canons du château de Crotone

### Articles externes
- Notices d'autorité :   - VIAF
  - GND
- (it) Storia e Architettura del Castello di Crotone
- (it) Progetto di Ricostruzione Virtuale del Castello di Crotone